# Pere Català Pic
Pere Català i Pic (Valls, 4 septembre 1889 - Barcelone, 13 juillet 1971) est un photographe, publicitaire et écrivain et réalisateur espagnol.

## Biographie
En 1931, Pere Català s'installe à Barcelone pour fonder son studio photographique, consacrant ses efforts au renouveau de la photographie publicitaire, domaine dans lequel il est un pionnier en Catalogne, avec Josep Sala et Josep Masana. Il collaborait également dans des magazines tels que Mirador, Ford Magazine, Nueva Iberia et Arte de la Luz revendiquant la modernité de la photographie publicitaire.
Pendant la guerre civile, il travaille au service de la propagande républicaine, s'occupant des éditions du Commissariat à la propagande de la Generalitat. Une affiche célèbre date de cette époque. Écrasons le fascisme! , qui est l'un des premiers réalisés strictement sous forme photographique.
À cause de son engagement politique, il n'a pu reprendre son activité qu'en 1942 , avec l'aide de ses fils Francesc Català Roca et Pere Català Roca. Personnage de grande culture, il a consacré ses dernières années à l'écriture d'histoires, de romans et de pièces de théâtre. Il est décédé à Barcelone en 1971.

## Source
- (es) Cet article est partiellement ou en totalité issu de l’article de Wikipédia en espagnol intitulé « Pere Català Pic » (voir la liste des auteurs).